# Trichostomum rivale
Trichostomum rivale là một loài Rêu trong họ Pottiaceae. Loài này được (Mitt.) A. Jaeger miêu tả khoa học đầu tiên năm 1873.